# Amyema benguetensis
Amyema benguetensis är en tvåhjärtbladig växtart som beskrevs av Danser. Amyema benguetensis ingår i släktet Amyema och familjen Loranthaceae. Inga underarter finns listade i Catalogue of Life.